# Lac Shudu
Le lac Shudu (chinois : 属都海 ; pinyin : shǔdū hǎi) est un lac, situé à 3 700 mètres d'altitude, sur le plateau tibétain, dans le parc national Pota tso, sur le Xian de Shangri-La, dans la province du Yunnan, à l'Ouest de la république populaire de Chine.